# Боровлянский сельсовет (Белозерский район)
Боровлянский сельсовет — упразднённые административно-территориальная единица и муниципальное образование (сельское поселение) в Белозерском районе Курганской области.
Административный центр — село Боровлянка.
9 января 2022 года сельсовет был упразднён в связи с преобразованием муниципального района в муниципальный округ.

## История
Образован в 1919 году в Тебенякской волости Курганского уезда.
Постановлениями ВЦИК от 3 и 12 ноября 1923 года в составе Курганского округа Уральской области РСФСР образован Белозерский район, который 17 января 1934 года включён в состав Челябинской области, а 6 февраля 1943 года в состав Курганской области.
14 июня 1954 года Боровлянский сельсовет объединён с упразднённым Тебенякским сельсоветом.
1 февраля 1963 года Белозерский район упразднён, Боровлянский сельсовет включён в состав Каргапольского сельского района.
3 марта 1964 года Боровлянский сельсовет включён в состав Кетовского сельского района.
1 февраля 1965 года вновь образован Белозерский район.

## Население
| 1926  | 1989  | 2002  | 2004  | 2010  | 2012  | 2013  |
| ----- | ----- | ----- | ----- | ----- | ----- | ----- |
| 1770  | ↗1970 | ↘1546 | ↘1501 | ↘1264 | ↘1225 | ↘1173 |
| 2014  | 2015  | 2016  | 2017  | 2018  | 2019  | 2020  |
| ↘1129 | ↘1097 | ↘1092 | ↘1088 | ↘1073 | ↘1050 | ↘1031 |

## Состав сельского поселения
| № | Населённый пункт | Тип населённого пункта       | Население |
| - | ---------------- | ---------------------------- | --------- |
| 1 | Боровлянка       | село, административный центр | ↘852      |
| 2 | Стеклозавод      | посёлок сельского типа       | ↘390      |
| 3 | Тебенякское      | деревня                      | ↘22       |

## Местное самоуправление
Администрация сельсовета
641366, Курганская область, Белозерский район, с. Боровлянка, ул. Советская, 40.